# Lithostege clarkiata
Lithostege clarkiata là một loài bướm đêm trong họ Geometridae.